# Knorpeltang
Der (Gemeine) Knorpeltang (Chondrus crispus), auch als Knorpelmoos, Irisch Moos bzw. Irländisches Moos, (irländisches) Perlmoos oder Carrag(h)een-Alge oder -Moos benannt, ist eine Rotalge der nordatlantischen Küsten, die auch in der Nordsee und Ostsee vorkommt. Sie wird zur Gewinnung von Carrageen kultiviert. Der Name stammt aus dem Irischen: (carraigín = kleiner Fels).

## Beschreibung

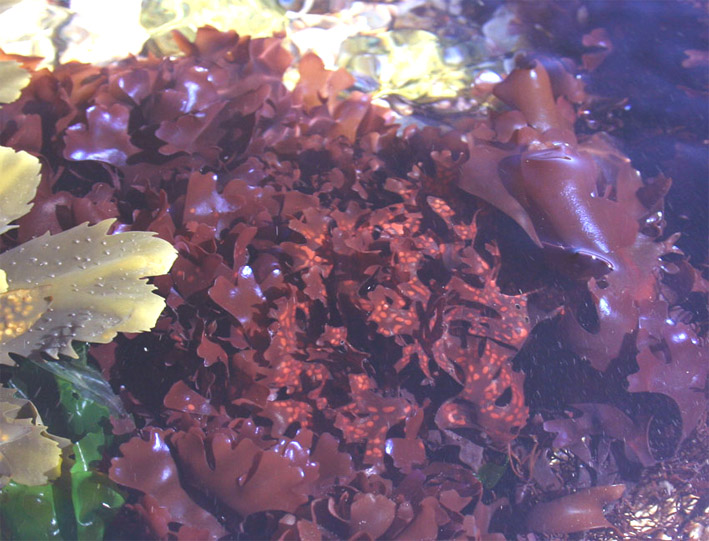
Gestalt unter Wasser

Der Knorpeltang besitzt einen aufrechten Thallus von 10 bis 15 (selten 20) Zentimeter Höhe. Seine Färbung ist dunkelrot bis purpurbraun, unter Wasser manchmal bläulich irisierend, bei Exemplaren, die in Felstümpeln starkem Licht ausgesetzt sind, dagegen meist grünlich-gelb.
Am steinigen Untergrund ist er mit einer mehrjährigen Scheibe festgewachsen, woraus Thallusbüschel verschiedenen Alters entspringen. Deren unterer stielartiger Teil ist direkt über der Scheibe rund, weiter oben zusammengedrückt. Der Thallus verbreitert sich allmählich in einen flachen, häutig-knorpeligen blatt- oder fächerartigen Teil, der sich wiederholt gabelig teilt und oben abgerundet endet. Die Alge zeigt ein sehr vielfältiges Erscheinungsbild: sie kann bei starker Verzweigung an einen wellig-krausen Schwamm oder an Grünkohlblätter erinnern oder bei geringer Verzweigung flach blattartig aussehen. An den Rändern finden sich gelegentlich kleine Auswüchse. Vermutlich sind die unterschiedlichen Standortbedingungen für die große Variabilität entscheidend.
Wie bei den meisten Rotalgen gleichen sich Gametophyten und Tetrasporophyten. Auf den häufig vorkommenden Tetrasporophyten werden zu jeder Jahreszeit in dunkelroten, flach-warzenförmigen Flecken (Sori) die Tetrasporen gebildet. Diese werden freigesetzt, keimen aus und wachsen zu männlichen und weiblichen Gametophyten heran. Auf den weiblichen Gametophyten entstehen in den jüngeren Thallusabschnitten eingesenkte ovale Fortpflanzungsorgane (Zystokarpien), welche nach Befruchtung der Eizellen die dritte Generation, den Karposporophyten umhüllen. Durch Degeneration der Zellen der Umhüllung werden die Fortpflanzungszellen (Karposporen) frei. Aus ihnen entstehen wieder Tetrasporophyten.

## Vorkommen
Der Knorpeltang ist an den Küsten des Nordost-Atlantik von Norwegen bis Marokko und im Nordwest-Atlantik (Nordamerika) weit verbreitet. Er kommt ebenfalls in der Nordsee und Ostsee vor: In der Deutschen Bucht am Helgoländer Felssockel, auf geeignetem Untergrund auch im Nord- und Ostfriesischen Wattenmeer sowie in der westlichen und östlichen Ostsee.
Er wächst stets auf Steinen, von der unteren Gezeitenzone bis etwa 20 Meter unterhalb der Niedrigwasserlinie,  gelegentlich auch in Felstümpeln der mittleren Gezeitenzone. Er findet sich sowohl in Bereichen mit starkem Wellengang als auch in ruhigerem Wasser. Er scheint tolerant gegenüber Schwankungen im Salzgehalt zu sein und kann daher auch im Bereich von Flussmündungen gedeihen.

## Systematik
Die Erstbeschreibung von Chondrus crispus erfolgte 1797 durch John Stackhouse. Es ist die Typusart der Gattung Chondrus.
Die Art wurde häufig anderen Gattungen zugeordnet, zudem wurden abweichende Formen als neue Arten beschrieben, so dass es zahlreiche Synonyme gibt: Chondrus norvegicus (Gunnerus) Lyngb., Chondrus platysma Ruprecht, Chondrus variolosus Ruprecht, Fucus crispus L., Fucus norvegicus Gunnerus, Fucus lacerus Stackh., Fucus patens Goodenough & Woodward, Gigartina heterocarpa (Postels & Ruprecht) D. H. Kim, Gymnogongrus norvegicus (Gunnerus) J. Agardh, Iridaea heterocarpa Postels & Ruprecht, Iridophycus heterocarpus (Postels & Ruprecht) Setchell & N. L. Gardner, Mazzaella heterocarpa (Postels & Ruprecht) Fredericq 1993, Oncotylus norvegicus (Gunnerus) Kützing, Polymorpha aequalis (Goodenough & Woodward) Stackh., Polymorpha crispa (Stackh.) Stackh., Polymorpha norvegicus (Gunnerus) Stackh., Sphaerococcus crispus f. aequalis (Turn.) C. Agardh, Sphaerococcus crispus var. ciliatus Suhr und Sphaerococcus norvegicus (Gunnerus) C. Agardh.

## Nutzung
Angetriebener Knorpeltang wurde in Irland und Schottland seit langem als Nahrungsmittel und Tierfutter gesammelt. Getrocknet wurde dieses „Irische Moos“ oder „Carrageen“, das meist eine Mischung mit dem ähnlichen Kraussterntang Mastocarpus stellatus und anderen Rotalgen war, seit dem 19. Jahrhundert als schleimlösendes Volksheilmittel bei Atemwegserkrankungen verwendet. Eine weitere Anwendung für Carrageen-Moos bestand bei der Herstellung von Marmorpapier als Grund (sog. Schlichte) zum Auftrag der Farben.
In geringem Umfang wird der Knorpeltang in Irland auch heute noch zum Kochen und für Gesundheitstränke gesammelt. In Kanada werden bunte Varietäten gezüchtet und getrocknet als Salatneuheit vermarktet.
Heute wird der Knorpeltang vor allem in Kanada und Frankreich als bedeutende Quelle zur Gewinnung des Rohstoffs Carrageen kultiviert. Dieser Emulgator und Stabilisator wird vor allem in der Nahrungsmittelindustrie, pharmazeutischen Industrie und Kosmetikindustrie eingesetzt.
In Deutschland ist eine Kosmetikserie nach dem „Irisch Moos“ benannt.